# Corynoptera acuminata
Corynoptera acuminata är en tvåvingeart som beskrevs av Werner Mohrig och Dimitrova 1992. Corynoptera acuminata ingår i släktet Corynoptera och familjen sorgmyggor.
Artens utbredningsområde är Bulgarien. Inga underarter finns listade i Catalogue of Life.